# Waukesha
Waukesha is een plaats (city) in de Amerikaanse staat Wisconsin, en valt bestuurlijk gezien onder Waukesha County. In november 2021 kwam de plaats wereldwijd in het nieuws als gevolg van een bloedbad, veroorzaakt door een automobilist die inreed op een kerstoptocht. Hierbij vielen zes doden.

## Demografie
Bij de volkstelling in 2000 werd het aantal inwoners vastgesteld op 64.825. In 2006 is het aantal inwoners door het United States Census Bureau geschat op 67.814, een stijging van 2989 (4,6%).

## Geografie
Volgens het United States Census Bureau beslaat de plaats een oppervlakte van 56,2 km², waarvan 56,0 km² land en 0,2 km² water. Waukesha ligt op ongeveer 272 m boven zeeniveau.

## Plaatsen in de nabije omgeving
De onderstaande figuur toont nabijgelegen plaatsen in een straal van 12 km rond Waukesha.

## Geboren
- Les Paul (1915-2009), gitarist en gitaarbouwer
- Vernor Vinge (1944-2024), sciencefictionschrijver, wiskundige en informaticus
- Ellen Seeling (1950-2025), jazztrompettiste
- Brad Beyer (1973), acteur
- Chris Witty (1975), schaatsster en wielrenster
- Kirstin Holum (1980), schaatsster
- Elli Ochowicz (1983), schaatsster
- Gwen Jorgensen (1986), triatlete